# Piazzatorre

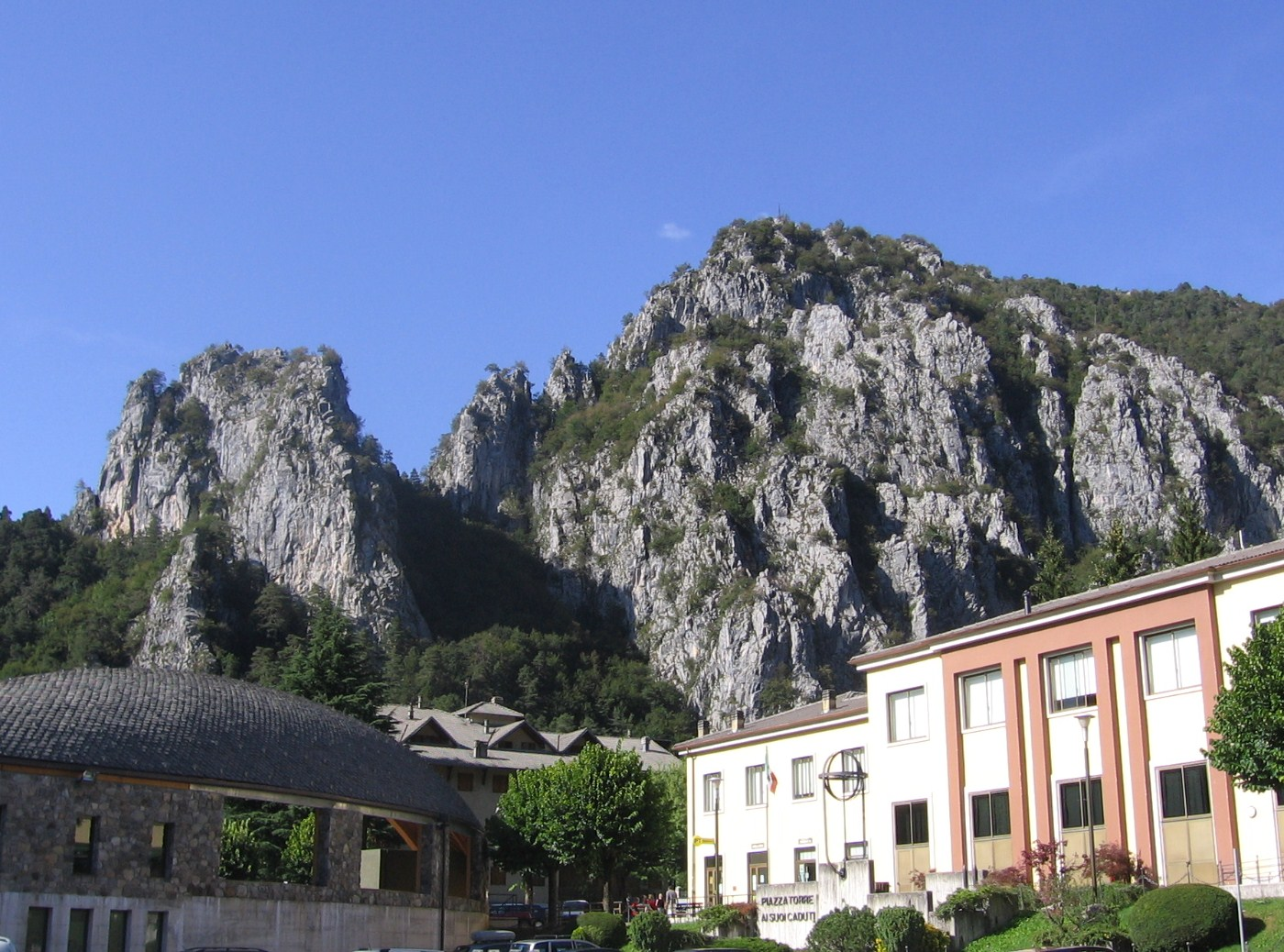
Piazzatorre

Piazzatorre ist eine norditalienische Gemeinde (comune) mit 392 Einwohnern (Stand 31. Dezember 2023) in der Provinz Bergamo in der Lombardei.
Die Gemeinde liegt etwa 35 Kilometer nördlich von Bergamo und etwa 70 Kilometer nordöstlich von Mailand. Hier befindet sich das Skigebiet Torcole.
Die Gemeinde wird 1185 urkundlich erwähnt und schon damals als Platz mit einem Turm Plazatorro genannt. Heute lebt der Ort in erster Linie vom Skitourismus.